# Kunst
Kunst je priimek več znanih ljudi v Sloveniji in tujini:
- Albin Kunst (*1937), naravoslovni fotograf, ornitolog ...
- Alfonz Kunst (1907—?), zdravnik in zobozdravnik - pomorščak
- Alojz Kunst (1890—1970), slovenski zdravnik radiolog, rentgenolog
- Bojana Kunst (*1969), filozofinja, dramaturginja, estetičarka
- Dave Kunst (*1939), ameriški vojak, ki je prvi peš prehodil Zemljo
- Grega Kunst, kirurg (Slovenj Gradec)
- Ivan Kunst, nogometaš
- Olga Kunst Gnamuš (*1942), pedagoginja in jezikoslovka
- Tjaša Kunst, kulturna novinarka
- Viljem Kunst (1904—1973), pedagoški pisec